# Georg Friedrich Grotefend
Georg Friedrich Grotefend (ur. 9 czerwca 1775 w Hannoversch Münden, zm. 15 grudnia 1853 w Hanowerze) – niemiecki epigrafik i lingwista.
Od 1795 studiował na Uniwersytecie w Getyndze. Od 1797 pracował jako nauczyciel łaciny i greki w tamtejszym gimnazjum. W wieku 27 lat założył się z przyjaciółmi, że uda mu się odczytać pismo klinowe zapisane na inskrypcjach znalezionych w Persepolis. Do 1802 roku udało mu się określić brzmienie 13 znaków, z czego 9 jest obecnie uznawane za odczytane poprawnie.
Grotefend nie znał żadnego z języków orientalnych, znaki odczytywał posługując się logiką. Na początku prac odgadł, że powtarzające się często słowa oznaczają „król” i „król królów”. Następnie posługując się greckimi pismami opisującymi dynastie wschodnie z okresu, z którego pochodziły inskrypcje, odgadł, że zapisy dotyczą dwóch królów perskich – Dariusza I i jego syna Kserksesa I, oraz ojca Dariusza Hystaspesa. To pozwoliło mu odcyfrować kolejne znaki i zakończyć swoje prace sukcesem. Swoje teorie zawarł w książce Beiträge zur Erläuterung der persepolitanischen Keilschrift  (Przyczynki do objaśnienia pisma klinowego z Persepolis).